# Pibrac
Pibrac település Franciaországban, Haute-Garonne megyében. Lakosainak száma 8828 fő (2022. január 1.). Pibrac Montaigut-sur-Save, Brax, Colomiers, Cornebarrieu, Lasserre-Pradère, Léguevin, Lévignac, Mondonville, Plaisance-du-Touch és Daux községekkel határos.

## Népesség
A település népességének változása:
| Lakosok száma | 1518 | 4245 | 5879 | 7712 | 8252 | 8298 | 8459 | 8578 | 8523 | 8828 |
|               | 1968 | 1982 | 1990 | 2006 | 2013 | 2015 | 2017 | 2019 | 2020 | 2022 |